# Lumun jezik
Lumun jezik (ISO 639-3: lmd; kuku-lumun, lomon), kordofanski jezik iz Sudana, nigersko-kongoanska velika porodica, kojim govori 45 000 ljudi (1980) iz plemena Lomon na brdima Moro; sela: Toromathan, To’ri i Canya’ru.
Lumun je podklasificiran podskupini tocho i široj skupini talodi. U upotrebi je i sudanski arapski [apd].

## Vanjske poveznice
- Ethnologue (14th)
- Ethnologue (15th)